# Big Zis
Big Zis (* 1. Mai 1976 in Winterthur; bürgerlich Franziska Schläpfer) ist eine Schweizer Rapperin aus Winterthur im Kanton Zürich. Ihr Künstlername kommt von ihrem Vornamen Fran-Zis-ka.

## Leben
Mit 16 zog die Winterthurerin nach Zürich in die Hausbesetzerszene. Dort fand sie zum Hip-Hop. Big Zis absolvierte, nachdem sie das Gymnasium verlassen hatte, eine Lehre als Zimmerin und arbeitete auf Baustellen. Im Sommer arbeitete sie auf der Alp. Daneben begann sie erfolgreich Musik zu machen und gewann etliche Preise. Sie holte die Matura nach, studierte Filmwissenschaft und Philosophie, brach das Studium aber wieder ab. Zum Rap kam Big Zis, als sie 1995 die Rapper von Gleiszwei kennenlernte. 1998 war sie gemeinsam mit Bligg zum ersten Mal auf einem Tonträger, dem "Zürislang"-Sampler, zu hören.
War der Stil auf dem ersten Album noch ziemlich klarer Hip-Hop mit Electro-Einflüssen, hat sich dieser mittlerweile zu rockigeren und punkigeren Tönen hin bewegt. Die meisten Texte sind schweizerdeutsch und provozieren mit Inhalt und deftigem Vokabular, das aber nie den ironischen Unterton verliert. Ihre Fäkalsprache ist selbst wieder Thema im Song Zis darf alles. Andere Songs erzählen nachdenkliche Geschichten wie beispielsweise Kontra oder Gsee nüüt. Mit übertriebener Selbstdarstellung nimmt sie in Songs wie B.I.G.Z.I.S oder auch im Video Hunger die Überheblichkeit und Klischees in der Hip-Hop-Szene aufs Korn. Ausserdem sind auf dem Album "Dörf alles" auch Knarf Rellöm und DJ Patex aus Hamburg vertreten.
Das dritte Album "Und jetz … was hät das mit mir z tue?" erschien am 30. Januar 2009. Das Album erhielt in der Schweizer Presse sehr gute Kritiken und wurde 2010 an den Swiss Music Awards mit dem Jury-Preis ausgezeichnet. Als Hauptproduzenten traten Marton di Katz und Valentino Tomasi aus dem Umfeld von Kalabreses Rumpelorchester in Erscheinung.
Im Studio und auf der Bühne arbeitete sie mit zahlreichen Schweizer Rap-Grössen und Musikern wie Greis, Kutti MC, Sophie Hunger und Diens (Wurzel 5), Nadja Zela, Gleiszwei, paar@ohrä, Dj Mad Madam, Valentino Tomasi und anderen. zusammen. Des Weiteren ist Franziska Schläpfer Mutter von drei Kindern.
Auf die Umsetzung ihrer Tracks in bewegte Bilder legt Big Zis grossen Wert. Bei den Musik-Clips zu Hyphe Myzel Hype (2017), Au79 (2020), Kiss Them Goodnight (2020) und hang (2020) führte Franziska Schläpfer alias BigZis selbst Regie. Die Dreharbeiten zum Clip 4xLove (2021) fanden zum Teil am Rhonegletscher statt. Hyphe Myzel Hype war 2017 am Filmfestival Münster zu sehen, AU79 wurde 2020 als Best Swiss Videoclip ausgezeichnet.

## Diskografie
- 2001: Quotäreglär (EP)
- 2002: Keini So
- 2002: Hunger (Maxi)
- 2005: Dörf Alles
- 2009: Und jetz … was hät das mit mir z tue?
- 2009: Suure Räge Remixes Vol. I (Maxi)
- 2009: Suure Räge Remixes Vol. II (Maxi)
- 2012: 819 215 1/3 (EP)
- 2013: Losed si Frau Küenzi (Single)
- 2014: 819 215 2/3 (EP)
- 2016: 819 215 3/3 (EP)
- 2017: Hyphe Myzel Hype (Single)
- 2019: Béyond (EP)
- 2020: 4xLove:2
- 2021: H.O.N.I.G. (Single)
- 2025: B:I:G
- 2026: Big Hug

## Auszeichnungen
- 2002: Werkjahr des Popkredits der Stadt Zürich[10]
- 2010: Jury Award an den Swiss Music Awards für das Album Und jetz … was hät das mit mir z tue?
- 2020: BestSwissVideoClip mit AU79, Regie Franziska Schläpfer (BigZis)[11]
- 2020: Schweizer Musikpreis
- 2021: Kunstpreis der Stadt Zürich